# José Gregorio Gómez
José Gregorio Gómez (El Pao, 27 dicembre 1963) è un ex calciatore venezuelano, di ruolo portiere.

## Carriera

### Club
Detto Cheo, Gómez iniziò a giocare nelle giovanili del Mineros di Guayana: con il club disputò il campionato nazionale giovanile, e al termine della competizione fu aggregato alla prima squadra. Nel 1985 vinse la Copa Venezuela con il club; nel 1989 ottenne il suo primo titolo nazionale. Nel 1991 lasciò il Mineros per il Minervén: con tale formazione vinse la Primera División 1995-1996. In seguito tornò al Mineros, disputandovi i campionati 2002 e 2003; si ritirò dopo quest'ultimo torneo.

### Nazionale
Debuttò in Nazionale nel 1989. Durante la sua esperienza in Nazionale dovette competere per il posto da titolare con Daniel Nikolac e César Baena. Convocato per la Copa América 1989, non fu mai impiegato. Fu chiamato anche per la Copa América 1991, ancora una volta come riserva, e non scese mai in campo. Durante la Copa América 1993 fu invece titolare in due occasioni: presenziò contro Uruguay e Stati Uniti. Giocò l'ultima partita in Nazionale nel 1993.

## Palmarès

### Club

#### Competizioni nazionali
- Campionato venezuelano: 2

Mineros: 1988-1989
Minervén: 1995-1996
- Copa Venezuela: 2

Mineros: 1985